# West Coast Jazz
Il West Coast jazz si riferisce alla scena jazz californiana sviluppatasi negli anni cinquanta (in particolare nelle città di Los Angeles e San Francisco). Spesso ci si riferisce a questa musica con l'espressione cool jazz, che tuttavia è più generica ed è stata utilizzata per indicare musicisti lontani (stilisticamente e geograficamente) dalla West Coast. Lo stile West Coast non fu mai monolitico, ma se ne possono individuare alcune caratteristiche comuni: la costruzione di arrangiamenti complessi, l'interesse per il contrappunto, gli ensemble di grandi dimensioni e l'impiego di strumenti al tempo inusuali nel jazz (come il flauto o il flicorno).

## Storia

### Contesto
Prima della seconda guerra mondiale, la costa occidentale degli Stati Uniti ospitava una vivace scena musicale, sebbene la sua attività rimanesse in gran parte localizzata. Nel 1917 Jelly Roll Morton si trasferì in California e rimase a Los Angeles fino al 1922, quando partì per Chicago. 481 Kid Ory formò una band a Los Angeles dopo essersi trasferito in California nel 1919. Nel 1944, Norman Granz iniziò a mettere in scena Jazz at the Philharmonic al Philharmonic Auditorium di Los Angeles. Nel 1946, Ross Russell fondò la Dial Records a Hollywood per registrare Charlie Parker durante il suo soggiorno a Los Angeles. Nel frattempo, lungo la Central Avenue di Los Angeles era apparsa una fiorente scena jazz, con Dexter Gordon, Wardell Gray, Teddy Edwards, Charles Mingus e Buddy Collette. L'attività della Central Avenue rivaleggiava con quella della precedente scena jazz di Kansas City, ma all'epoca era poco conosciuta al di fuori di Los Angeles.
Nel 1947 Woody Herman organizzò una nuova band, i Second Herd, a Los Angeles. Il gruppo comprendeva i sassofonisti tenore Stan Getz, Zoot Sims e Herbie Steward e il sassofonista baritono Serge Chaloff. Il suono risultante dei "Four Brothers", chiamato così per la composizione di Jimmy Giuffre, "Four Brothers", che metteva in risalto questo gruppo, fu un precursore dello stile cool 336.

### Sviluppo
Nel 1949-1950 il sassofonista baritono Gerry Mulligan partecipò alla band di Miles Davis, contribuendo agli arrangiamenti delle registrazioni che divennero Birth of the Cool (1957). Nel 1952 Mulligan, che si era trasferito in California, formò un quartetto innovativo senza pianoforte e di successo con il trombettista Chet Baker, il batterista Chico Hamilton e il bassista Bob Whitlock. 304 Mulligan avrebbe poi formato un decetto basato sul nonetto Birth of the Cool .
Nel 1950 Stan Kenton sciolse la sua Innovations Orchestra a Los Angeles. Molti dei musicisti, alcuni dei quali avevano anche suonato nella band di Woody Herman, scelsero di rimanere in California. Il trombettista Shorty Rogers e i batteristi Stan Levey e Shelly Manne erano figure centrali in questo gruppo di musicisti. Gran parte di questa attività si concentrò sull'Hermosa Beach Lighthouse Café, dove il bassista Howard Rumsey diresse una house band, i Lighthouse All-Stars.

Manne suggerì che lo stile di vita rilassato di questi musicisti in California si rifletteva in un approccio rilassato e rilassato al jazz. Bob Rusch concorda:
Il sound della costa occidentale forse non aveva la gravità che aveva quello della costa orientale, ma, dopo tutto, questi erano californiani che si godevano il sole e il surf e la misura in cui la celebrità si offriva attraverso il lavoro in studio offerto dall'industria dello spettacolo. Penso che, sapete, pensate alla California come al sole e al surf, e pensate a New York come al cemento e alla sabbia, e la musica in qualche modo riflette questo. Uno migliore dell'altro? Dipende da cosa vuoi.
Durante gli anni '50 Chico Hamilton guidò un gruppo che, insolito per un gruppo jazz, includeva un violoncellista, Fred Katz. Tanner, Gerow e Megill paragonano la musica di Hamilton alla musica da camera e hanno notato che il "sottile controllo ritmico di Hamilton e l'uso di diverse altezze e timbri di batteria" erano adatti per questo stile di musica.
Nel 1951 il pianista Dave Brubeck assunse il sassofonista contralto Paul Desmond, formando un quartetto. Lo stile di Desmond andava contro il bebop, poiché usava raramente elementi blues, ed era influenzato da Pete Brown e Benny Carter invece che da Charlie Parker.
Le etichette discografiche Pacific Jazz e Contemporary erano due delle etichette discografiche più conosciute che incidevano il West Coast Jazz, proprio come la Blue Note Records era la più grande etichetta hard-bop. Alcuni dei principali pionieri della West Coast Jazz furono Shorty Rogers, Gerry Mulligan, Chet Baker, Stan Getz, Bud Shank, Bob Cooper, Jimmy Giuffre, Shelly Manne, Russ Freeman, Bill Holman, André Previn, e Dave Brubeck con Paul Desmond. Nel 1952-1962 la cantante jazz Anita O'Day registrò 17 album di Norman Granz per le etichette Norgran e Verve a Los Angeles.
Mentre molti musicisti jazz della zona di Los Angeles, in particolare gli ex membri delle band Herman e Kenton, trovarono lavoro regolare negli studi televisivi e cinematografici, la maggior parte di questi musicisti erano bianchi, portando ad accuse che gli studi escludevano deliberatamente gli afroamericani. La situazione fu un fattore che contribuì all'integrazione delle sezioni di Los Angeles della American Federation of Musicians durante i primi anni '50. Il pianista Marl Young ricordò che nel 1950:
per quanto ne sapevo, non c'erano neri che lavorano regolarmente nel settore, soprattutto sulle reti - ABC, CBS e NBC. [Estelle Edson] mi ha chiesto se il fatto che i sindacati dei musicisti fossero segregati contribuisse alla scarsità di neri nel settore Certamente potrebbe aver contribuito al fatto che tutti i contratti per l’assunzione di musicisti negli studi radiotelevisivi e cinematografici furono negoziati dall’allora sindacato tutto bianco Local 47. Il sindacato nero, Local 767, adottò semplicemente le tariffe negoziate dal Local 47, se e quando un musicista nero ha ricevuto una chiamata in studio.
Young, che aveva anche una laurea in legge, ha lavorato con i musicisti del Local 767 (tra cui Buddy Collette, Red Callender e Benny Carter) insieme ai membri del Local 47 (tra cui Roger Segure) per integrare il sindacato. Josephine Baker ha sostenuto lo sforzo di integrazione locale.

### California Hard
Anche se il West Coast Jazz è spesso paragonato allo stile cool, i musicisti di Los Angeles localmente conosciuti come "hard swingers", "hanno suonato bop duro come qualsiasi cosa emergesse da Detroit e New York..." Negli anni successivi la loro musica era conosciuta come "California Hard." Roy Carr nota che questo non è sorprendente. Alla fine degli anni quaranta, la scena di Central Avenue aveva i musicisti più bebop al di fuori di New York. Max Roach e Clifford Brown, Shelly Manne e Curtis Counce fondarono band più dure a Los Angeles.

## Sound
Il West Coast Jazz a volte presentava una sezione ritmica che ometteva l'uso di un pianoforte, una chitarra o uno strumento a corde, tendente ad un suono più aperto e più libero, come esemplificato dalla collezione di Gerry Mulligan The Original Quartet with Chet Baker (Blue Note, 1998). Un'altra caratteristica è l'inclusione di strumenti jazz non standard come il corno francese e la tuba. L'arrangiamento di Gil Evans sull'album Birth of the Cool presentava questi strumenti in un momento in cui stava emergendo lo stile della West Coast.

## Accoglienza
Tanner, Gerow e Megill sono in gran parte sprezzanti del termine "West Coast Jazz". Come spesso si riferisce a Gerry Mulligan e ai suoi soci in California, "West Coast" diventa semplicemente sinonimo di "cool jazz", anche se Lester Young, Claude Thornhill e Miles Davis vivessero a New York. Allo stesso tempo, molti musicisti associati al West Coast Jazz "erano molto più coinvolti in un approccio più caldo al jazz. Dato che la comunicazione è quella che è, è difficilmente probabile che uno stile di jazz sia stato promosso esclusivamente in un'area."
Alcuni osservatori disprezzavano il West Coast Jazz perché molti dei suoi musicisti erano bianchi, e perché alcuni ascoltatori, critici e storici percepivano che la musica era troppo cerebrale, affettata o effeminata, o che mancava di swing. Tuttavia, musicisti afroamericani suonarono in questo stile, tra cui Curtis Counce, John Lewis, Chico Hamilton, Harry "Sweets" Edison, Buddy Collette, Red Callender, Harold Land, Eugene Wright e Hampton Hawes.

## Film
- (EN) 2005, Kenneth Koenig, Jazz on the West Coast: The Lighthouse, Attori: Howard Rumsey, Bud Shank, Stan Levey, RoseKing Productions, 1º settembre 2006.